# HMS Astrid
HMS Astrid var en 2:a klass kanonbåt i svenska flottan. Hon byggdes av Nyköpings varv och sjösattes den 6 jun 1861. Hon var byggd i trä och stål, var försedd med två master och kunde föra upp till 270 m² segel. Mellan 1866 och 1867 monterades de två kanonerna bort och ersattes av en 96 mm kanon. Besättningen kunde då minskas till 31 man. Byggdes senare om till kolpråm.